# ライオプチコセラス
ライオプチコセラス（学名：Rhyoptychoceras）は、後期白亜紀コニアシアン期の日本近海に生息していた、ディプロモセラス科に属する異常巻きアンモナイトの属。形状はポリプチコセラスに似ており、化石は日本の北海道から産出している。

## 形態
北海道本別地域で発見されたホロタイプ標本TTC-5000は、殻の長さが6.4センチメートル、幅約2センチメートルであった。成長初期段階の殻は保存されていないが、第1シャフトと第2シャフトが厳密に直線状ではなく湾曲している様子、一般に螺環同士は離れているが第2シャフトが第3および第4シャフトと接している様子、第2および第3シャフトが複数個所で弱くくびれている様子、第4シャフトから第2シャフトが90°捻じれている様子などが確認できる。また、肋は第1シャフトには存在しないか、あるいは明瞭なものではなかった。第2シャフトは長さ1.7センチメートル、第2シャフトは3.1センチメートル、第4シャフトは5.6センチメートルであった。
殻の形状はポリプチコセラスやスカラリテスと類似しており、棒状のシャフト部分とU字型のターン部分から構成され、表面には単肋が走っている。肋の細かい形状もポリプチコセラスに近く、単一の肋の内部に細かい条線の走る領域と平坦な領域がある。ただし、ポリプチコセラスは成長に伴う殻修飾に変化が見られる一方、ライオプチコセラスでは変化がほとんど見られないほか、殻の成長速度も一定である。スカラリテス属の中ではScalarites densicostatusが最も似ているが、ライオプチコセラスのシャフトが捻じれていることとくびれが弱いことで判別できる。
岡本(1999)では、ポリプチコセラスにおいて円錐台形の軟体部が拡大しながら成長方向に移動すると殻が軟体部の軌跡として再現される、軟体部前進モデルが提唱された。この理論では肋の平滑部が前進時に、条線部が拡大時に形成される。岡本ら(2013)によると、平滑部と条線部はライオプチコセラスの肋にも確認されているため同様のモデルが適用できる可能性があるが、モデルで説明できる殻修飾変化や成長速度変化がライオプチコセラスでは確認されていないため、本属においては決定的なものではない。

## 系統
(Matsumoto(1977))では、ライオプチコセラスはノストセラス科のユーボストリコセラスから進化し、スカラリテスと姉妹群の関係にあると考えられていた。その後は、ディプロモセラス科で最古の属とされるスカラリテスの直接の子孫にあたり、少なくともポリプチコセラスと姉妹群の関係にあるとされている。なお、ユーボストリコセラスはスカラリテスの先祖とされている。

## 産地
ホロタイプ標本CCT-5000ともう1つの標本は北海道三笠市幾春別川の支流である奔別五ノ沢で高橋武美が発見した。化石はInoceramus uwajimensis帯に属し、スカフィテス属とも共産した。地層は上部白亜系コニアシアン階にあたる。